# Ottery
L'Ottery (Otri en cornique) est un affluent de la Tamar, un fleuve de Cornouailles, dans le sud-ouest de l'Angleterre.

## Localités traversées
L'Ottery prend sa source près du village d'Otterham. Elle coule d'abord vers le nord avant d'infléchir son cours vers l'est, puis le sud-est. Elle traverse les localités de Canworthy Water (en) et Yeolmbridge (en) avant de se jeter dans le Tamar à quelques kilomètres au nord-est de Launceston.
Ses principaux affluents sont la Caudworthy Water et la Bolsbridge Water sur la rive gauche, et la Canworthy Water sur la rive droite.